# Kreuzleger (Druckweiterverarbeitung)
Der Kreuzleger ist eine Maschine, die als Peripheriegerät an diversen Maschinen in der Druckindustrie eingesetzt wird.

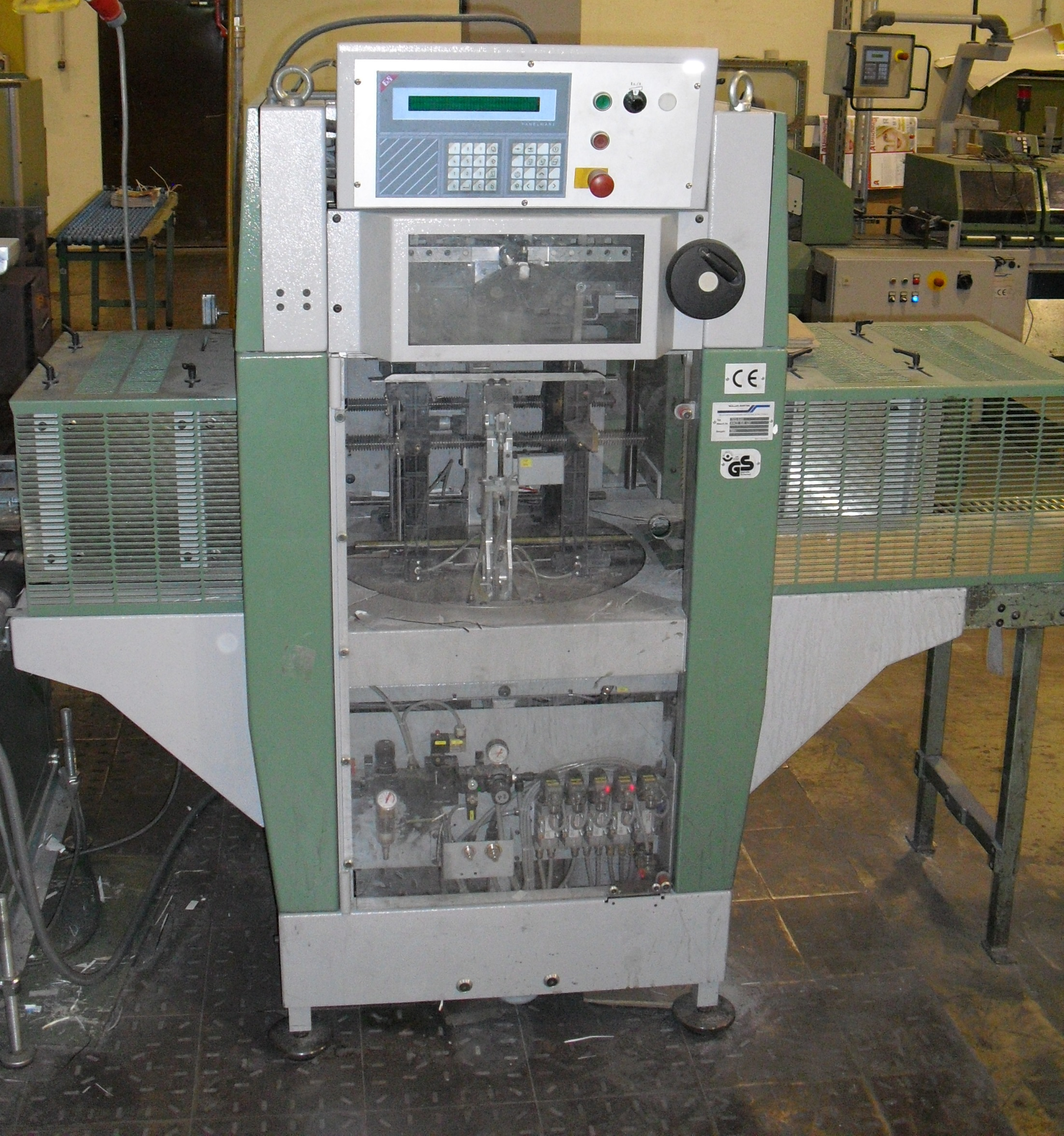
Kreuzleger

## Funktionsprinzip
Druckbogen haben am Bund, durch den Falz, immer ein größeres Volumen als an der offenen Seite. Verstärkt wird dieser Effekt, wenn die Produkte geklammert oder bundgeleimt sind.
Um ein stabiles Paket an Druckbogen aus den Maschinen auszubringen, müssen die Bogen kreuzweise verschränkt werden.
Die Bogen laufen geschuppt oder einzeln in den Aufnahmeschacht des Kreuzlegers. Je nach Dicke des Bogens und der Geschwindigkeit der vorausgehenden Maschine werden die Bogen in unterschiedlichen Stückzahlen übereinandergelegt und dann auf den Drehteller abgeworfen. Nach dem Abwurf dreht sich der Teller um 180° und eine weitere Lage wird abgeworfen. Dieses wiederholt sich, bis ein handliches und stabiles Paket gebildet wurde. Dieses Paket wird mit einem Stößel ausgestoßen und direkt manuell abgenommen, oder über einen Palettierer auf Paletten abgesetzt.

## Einsatzbereiche
- Druckweiterverarbeitung (z. B. Sammelhefter, Adressiermaschinen, oder Einzeleinschweißungen)
- Rollenoffset
- Tiefdruck

## Zusatzausstattungen
- Lagenpressung
- Elektrostatische Verblockung der einzelnen Druckbogen
- Kamera- oder Controller gesteuerte Ausstoßung von postoptimierten Paketen